# The Tragically Hip
I The Tragically Hip, conosciuti anche semplicemente come The Hip, sono stati un gruppo musicale rock canadese, originario di Kingston nell'Ontario e attivo dal 1984 al 2017. Tra le maggiori band canadesi di tutti i tempi in termini di vendite, otto dei loro album in studio hanno raggiunto la vetta della classifica Billboard Canadian Albums, mentre nove dischi sono stati certificati disco di platino o pluriplatino in patria.
I testi dei loro brani sono stati acclamati da fan e critica per la loro profondità e abilità di citare e rendere tributo a molteplici temi e personaggi simbolo della cultura canadese, come l'artista Tom Thomson, il giocatore di hockey su ghiaccio Bill Barilko e lo scrittore Hugh MacLennan. La stessa band è inoltre stata spesso in prima linea nell'affrontare tematiche legate all'ambientalismo e al rapporto con i popoli autoctoni del Canada.
Si sono sciolti nel 2017 in seguito alla scomparsa del cantante e frontman Gord Downie, evento che ha suscitato una profonda commozione in tutto il Canada.

## Formazione
- Paul Langlois - chitarra, cori
- Rob Baker - chitarra
- Gord Sinclair - basso, cori
- Johnny Fay - batteria, percussioni
- Gord Downie - voce, chitarra (morto il 17 ottobre 2017)
- Davis Manning - sassofono (1984-1986)

## Riconoscimenti e premi
- Inseriti nella Canada's Walk of Fame nel 2002
- Inseriti nella Canadian Music Hall of Fame nel 2005
- Vincitori di 14 Juno Awards
- Membri dell'Ordine del Canada dal 2017

## Omaggi
- Nel 2012 la loro città natale di Kingston, nell'Ontario, ha rinominato una parte importante di Barrack Street, di fronte al K-Rock Centre, in "The Tragically Hip Way".[5]
- Nel 2013, i Tragically Hip sono stati una delle quattro band, insieme a Rush, The Guess Who e Beau Dommage, onorate da Canada Post in una serie di francobolli.[6]
- Il 28 gennaio 2017, i Kingston Frontenacs dell'Ontario Hockey League hanno giocato contro i Mississauga Steelheads in una speciale partita a tema in cui i Frontenacs indossavano maglie da gioco ispirate alla band. Il gruppo ha partecipato allo spettacolo pre-partita.[7]
- Il 2 maggio 2018, l'Alberta Ballet ha presentato in anteprima All of Us, un balletto contemporaneo ispirato alla musica dei Tragically Hip. Le discussioni sul progetto sono iniziate all'inizio del 2016 e hanno avuto il supporto di tutti e cinque i membri della band. Da allora il balletto è stato eseguito a Calgary ed Edmonton, con la partecipazione del chitarrista Rob Baker.[8]
- Al gala di esibizione di pattinaggio di figura che ha concluso le Olimpiadi invernali del 2018, i ballerini su ghiaccio canadesi Tessa Virtue e Scott Moir hanno eseguito una routine basata sul brano "Long Time Running".[9]

## Discografia
Album in studio
- The Tragically Hip (EP)  (MCA, 1987)
- Up to Here (MCA, 1989)
- Road Apples (MCA, 1991)
- Fully Completely (MCA, 1992)
- Day for Night (MCA, 1994)
- Trouble at the Henhouse (MCA, 1996)
- Phantom Power (Universal, 1998)
- Music @ Work (Universal, 2000)
- In Violet Light (Universal, 2002)
- In Between Evolution (Universal, 2004)
- World Container (Universal, 2006)
- We Are the Same (Universal, 2009)
- Now for Plan A (Universal, 2012)
- Man Machine Poem (Universal, 2016)
- Saskadelphia (EP) (Universal, 2021)

Raccolte
- Yer Favourites (Universal, 2005)

Album dal vivo
- Live Between Us (MCA, 1997)